# Charles Joseph Benoît d'Argenteau
Charles Joseph Benoît, comte d'Argenteau d'Ochain est un militaire et archevêque et diplomate belge, nonce apostolique en Bavière, né à Liège le 17 mars 1787, et mort dans la même ville le 16 novembre 1879.

## Biographie
Charles Joseph Benoît d'Argenteau appartenait à la famille d'Argenteau, famille de l’aristocratie de la principauté de Liège. Il était le fils du comte Joseph-Louis-Eugène d'Argenteau et de son épouse Marie-Josèphe, comtesse de Limbourg-Stirum. Son père était chambellan du gouverneur autrichien des Pays-Bas, Charles Alexandre de Lorraine. Son oncle Florimond de Mercy-Argenteau (1727-1794) fut de 1766 à 1792 ambassadeur d'Autriche à la cour de France de Versailles. Son frère aîné et héritier présomptif, François d'Argenteau (1780-1869), puis de Mercy-Argenteau, fut ambassadeur de Napoléon à la cour de Bavière en 1812-1813, puis gouverneur du Brabant et trésorier du roi Guillaume Ier des Pays-Bas.
Par l'arrêté du 5 mars 1816 il est reconnu dans la noblesse héréditaire avec le titre de comte, transférable à tous les descendants, et est inscrit dans le corps équestre du Grand-duché de Luxembourg sous le nom de comte d’Argenteau d’Ochain (Ochain faisant partie du Grand-duché de Luxembourg à cette date).

### Carrière militaire
Grâce à l'appui de l'évêque de Liège Jean-Évangéliste Zaepffel, il entre à 17 ans à l'école militaire de Fontainebleau.
Charles d'Argenteau rejoint l'armée de Napoléon en 1807. Il est nommé sous-lieutenant au 8e régiment de hussards en 1809. Il passe au 1er régiment de hussards en 1811 comme lieutenant. En 1812, il est aide de camp du général Girardin qui est attaché à l'état-major de la Grande Armée. Il est atteint du typhus pendant la retraite de Russie et grâce à l'aide d'un soldat il est ramené à Berlin. Il est nommé lieutenant avec rang de capitaine au 1er régiment des gardes d’honneur à cheval en 1813. Il est décoré chevalier de la Légion d'honneur par Napoléon pour sa conduite à la bataille de Hanau. Il est nommé chef d'escadron au 3e régiment de hussards en 1814. Il a fait la campagne du Portugal, d'Espagne, de Russie, d'Allemagne et de France. Il quitte le service en 1814 avec le grade de colonel de hussards.
Il est chevalier rose-croix en 1811, membre de la loge maçonnique liégeoise La Parfaite Intelligence.
Il est de retour en Belgique en 1815 et offre ses services au roi des Pays-Bas. Entre 1815 à 1820, il est lieutenant-colonel dans l'armée néerlandaise. Il est alors aide de camp du roi des Pays-Bas, duc puis grand-duc de Luxembourg, Guillaume Ier. 

### Carrière ecclésiastique
Après le décès brutal de sa fiancée d'une tuberculose pulmonaire, Cécile de la Tour du Pin (1800-1817), quelques jours avant le mariage, il subit un traumatisme qui le marque. Le 27 mai 1820, Charles d'Argenteau donne sa démission de lieutenant-colonel et d’aide de camp du roi, qui le nomme, dès le surlendemain, chambellan. Resté en relation avec la famille de La Tour du Pin, il se rend à Turin en 1824 où le père de Cécile de La Tour du Pin est ambassadeur de France auprès de la cour de Sardaigne. Il se décide de se rendre à Rome pour se mettre au service de la Curie. Le 1er juin 1824, il écrit au roi des Pays-Bas Guillaume Ier pour lui demander de le démettre de ses fonctions de chambellan, ce qui est accordé par le décret du 22 juin. Il reçoit les ordres mineurs le 5 juillet 1824. Le 4 septembre 1824, il est nommé prélat domestique de Sa Sainteté et le 16 novembre de la même année protonotaire apostolique, membre de la congrégation pour la reconstruction de la basilique de Saint-Paul-Hors-les-Murs le 21 mars 1825, vicaire de Saint-Laurent in Damaso le 22 juillet 1825. 
Il est ordonné prêtre le 10 août 1825. Le 2 octobre 1826, Charles d'Argenteau d'Ochain est nommé archevêque in partibus infidelium de Tyr. Le cardinal secrétaire d'État Giulio Maria della Somaglia lui a donné la consécration épiscopale le 8 octobre ; les co-consécrateurs étaient le patriarche latin d'Antioche, Lorenzo Girolamo Mattei et l'archevêque titulaire de Trébizonde (de), Antonio Luigi Piatti (de). Le 3 octobre 1826, il est nommé nonce apostolique auprès de la cour de Munich. En 1826, il a participé aux négociations pour la signature d'un concordat entre le Saint-Siège et le royaume des Pays-Bas.
Il a quitté Rome le 15 février 1827 pour se rendre à Munich, où il a servi onze ans comme nonce apostolique auprès du royaume de Bavière. Le 27 avril 1837, il s'est retiré à Liège, où il devint doyen du chapitre cathédral de Liège. Il est élevé grand officier de la Légion d'honneur par Napoléon III.
Il est inhumé à Clavier, à l'église Saint-Barthélemy.

## Distinctions
- Chevalier de la Légion d'honneur, en 1813[3].
- Grand officier de la Légion d'honneur, en 1855.
- Grand-croix de la Légion d'honneur, en 1868.
- Médaille de Sainte-Hélène, en 1857.
- Chevalier de l’ordre royal et militaire de Saint-Louis.
- Chevalier de l’ordre de Saint-Hubert.
- Chevalier grand-croix de l'ordre du mérite civil de la Couronne de Bavière.
- Grand-croix de l'ordre de la Couronne de chêne.
- Commandeur de l'ordre du Lion néerlandais (royaume des Pays-Bas).
- Commandeur de l'ordre de Léopold.